# Callia azurea
Callia azurea là một loài bọ cánh cứng trong họ Cerambycidae.